# François Roffiaen
Jean François Xavier Roffiaen (Ypres, Bélgica, 9 de agosto de 1820 - Ixelles, Bélgica, 20 de enero de 1898) es un artista pintor belga especializado en la representación de paisajes alpinos.

## Biografía
En Ypres, pertenece a una familia cuyos miembros, son de condición más bien modesta: los hombres ejercen el oficio de jornalero, albañil, posadero o guarnicionero y las mujeres son costureras. Jean-François, su padre (1794-1837) se establece como tapicero y su madre Victoire Félicité Bocquet (1789-1870) es hija de un comerciante de Aire-sur-la-Lys (Francia).
François, contrae matrimonio, por primera vez en Ixelles el 19 de noviembre de 1847 con Éleonore Bodson (1792-1854) de Dinant y se casa nuevamente en Lovaina el 14 de octubre de 1858 con Marie-Anne Tilly (1829-1893) que le da un hijo llamado Héctor (1859-1895). Ya instalado en la capital belga desde 1847, cambia varias veces de domicilio, igualmente que en Ixelles.

### Estudios
François Roffiaen tiene apenas tres años cuando, por razones indeterminadas, se muda a la casa del tío de su padre, Joseph-Louis-Augustin, instalado en una tienda de libros en Namur, ciudad donde  pasa, como lo apunta él mismo, «los más bellos años de su existencia» y cuyo ateneo frecuenta así como la Academia de pintura (1835-1839) bajo la dirección de Ferdinand Marinus (1808-1890); sus condiscípulos se llaman entonces Louis Bonet (1822-1894), Jean-Baptiste Kindermans (1821-1876) y Joseph Quinaux (1822-1895).
Sigue estudios artísticos en la Academia de Bruselas (1839-1842), especialmente con el célebre vedutista François Bossuet (1798-1889) encargado de enseñar la perspectiva y que es considerado una autoridad en materia de paisajes y de vistas de ciudades. Frecuenta luego el taller en Bruselas de Pierre-Louis Kühnen (1812-1877), pintor originario de Aquisgrán especializado en el paisaje romántico, y percibe por esta razón un subsidio de 600 francos que la ciudad de Ypres le paga anualmente (1842-1845 o 1846); al mismo tiempo, enseña dibujo en el colegio municipal de Dinant.
Para agradecer a su ciudad natal el apoyo que le brinda, cede en beneficio del museo local las pinturas Paisaje con molino hidráulico (1844), Chute de l’Aar dans les hautes Alpes (1848) y Vue du Grütli au lac des Quatre Cantons (1857).
Iniciado en 1854 en el seno de la más importante logia del reino, Les Vrais Amis de l’Union et du Progrès réunis, François Roffiaen, eleva la carrera masónica hasta el grado 33 y último del Rito escocés antiguo aceptado, figura en el Cuadro de los Grandes Inspectores generales del Supremo Consejo de Bélgica del cual fue Gran Maestro de Ceremonias durante veintiocho años. En 1883, su compromiso le empuja a ofrecer uno de sus cuadros como homenaje a su «Hermano» el general Antonio Guzmán-Blanco (1829-1899), presidente de Venezuela.

## Arte del paisaje
Los títulos de sus obras, revelan claramente uno de los temas predilectos del artista : la representación de los paisajes alpinos. Profundamente impresionado por obras que Alexandre Calame (1810-1864). François Roffiaen se dirige a Ginebra en otoño de 1846 y permanece durante seis meses con este maestro antes de descubrir la montaña por sí mismo. Muchos otros viajes siguen familiarizándolo con los paisajes, Suiza, Austria, Alta Baviera y Alta Saboya. Pero al pintor le gusta también representar los parajes pintorescos del país del Mosa, los lochs de Escocia descubiertos en 1862, o los brezales Limburgueses recorridos a partir de la mitad de la década precedente, lo que hace de él, como de Edmon Tschaggeny (1818-1873), uno de los pioneros de la Pintura de Kampina, una escuela hoy en día desgraciadamente olvidada.

### Exposiciones
Desde el comienzo de los años 1840, Roffiaen toma la vía que se impone a todo artista plástico preocupado por proporcionar la más amplia publicidad a su obra: la participación en las grandes exposiciones colectivas. Es así como sus cuadros se cuelgan durante más de cincuenta años en lugares privilegiados de los Salones Trienales de Amberes, Bruselas y Gante, y figuran en el marco de muy numerosas manifestaciones artísticas organizadas en (Brujas, Courtrai, Dendermonde, Lieja, Lovaina, Malinas, Mons, Namur, Spa, Ostende, Ypres) o incluso en el extranjero (Argel, Ámsterdam, Barcelona, Bremen, Caracas, Dublín, El Havre, La Haya, Londres, Lyon, Melbourne, Múnich, Niza, París, Reims, Róterdam).
Los años 1850-1860 son los de mayor éxito: numerosas ventas en Bélgica, Reino Unido y los Estados Unidos, obras adquiridas por un sah de Persia, por la casa real belga y británica ; viaje de estudios a Escocia costeado por la reina Victoria I del Reino Unido pero que, tras la muerte súbita de Alberto de Sajonia-Coburgo-Gotha|Alberto, príncipe consorte, se anula desafortunadamente (diciembre  de 1861); recibe el nombramiento de caballero de la Orden de Leopoldo (1869).

### Críticas
Su pintura, construida según fórmulas infinitamente repetidas y cada año un poco más gastadas, acaba sin embargo por cansar a la crítica de arte :

Cuántas veces las críticas de la prensa han hecho al señor Roffiaen comentarios acerca de su pintura. M. Roffiaen  los ha dejado hablar, ha continuado acumulando paisajes de Bélgica, Escocia, Suiza, Alemania, Italia, no sé, pintando sin pausa, según la misma fórmula, acomodando el mismo cielo, los mismos árboles, los mismos peñascos, sin importarle las latitudes, según el gusto de un público especial que compra todo eso y lo paga generosamente. Dejad a M. Roffiaen tranquilo, señores de la prensa, él hace su modesta naturaleza cómo se la piden y sabe bien porqué.
(G. H., L’Organe de Namur et de la Province, 1874).

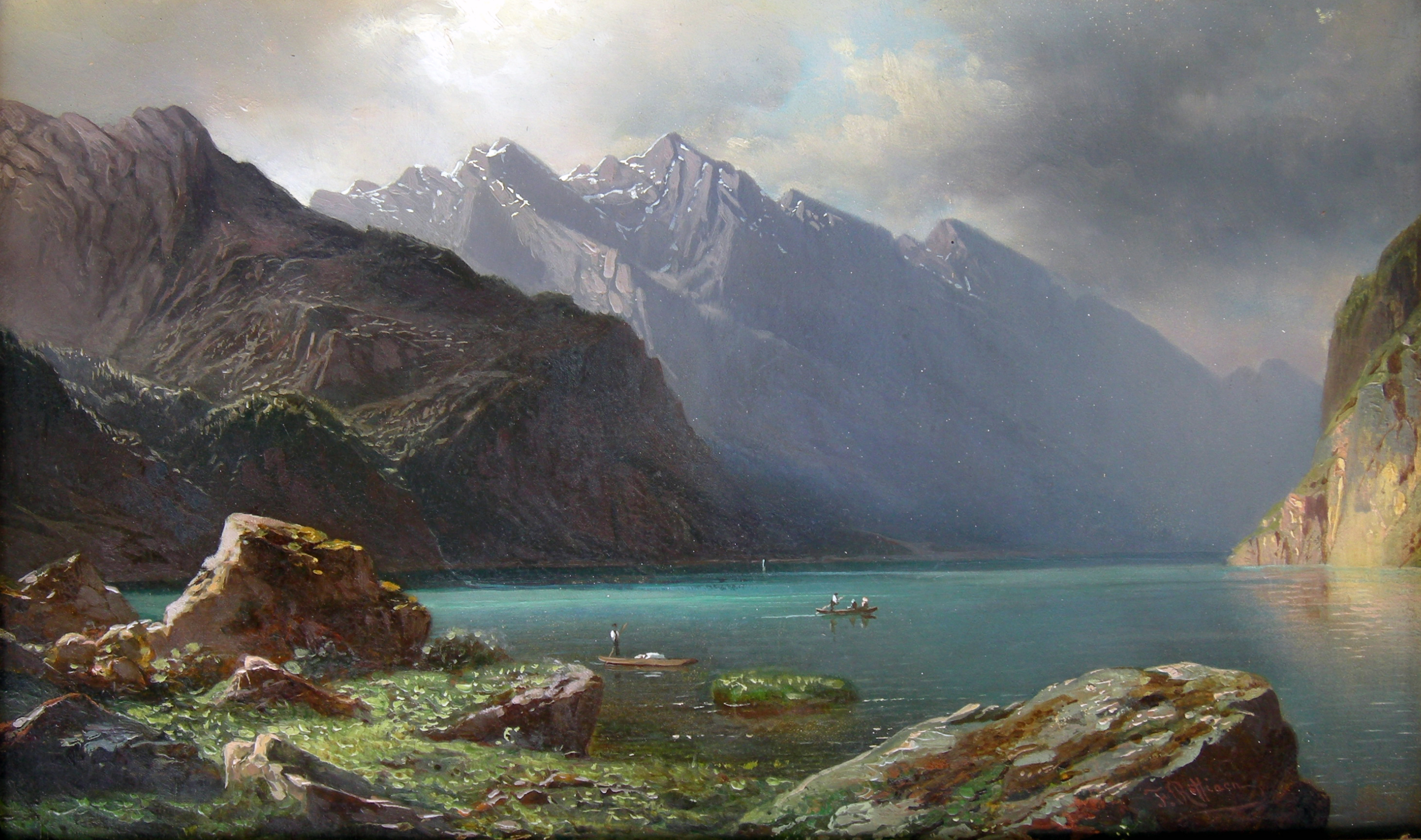
François Roffiaen, Las orillas del lago Königsee (Alta Baviera).

Repetidas veces sin embargo, un crítico como Gustave Lagye (1843-1908), quiere subrayar las cualidades de un arte cuyos acabados se disputa con la producción casi fotográfica del detalle:

Opuesto al señor Roffiaen por su manera de pintar, seca y menuda, me veo  obligado a admirarlo por su prodigiosa habilidad y sobre todo por el exquisito arte con los cuales, hace caber en los marcos más estrechos, panoramas grandiosos en los cuales cincela hasta el mínimo accidente con el escrúpulo de un miniaturista. Les está permitido a los amantes de la gran pintura preferir generalmente las grandes obras plasmadas en un día de febril inspiración, pero el turista preferirá siempre las finas y completas fotografias picturales, donde M. Roffiaen les permite encontrar todas las partes de los sitios que él ha admirado y detallado en los lugares mismos desde una óptica a la vez entusiasta y curiosa. Sus Orillas del Mosa, en Wauslort; su Pantano de Genk, cuando se acerca el crepúsculo; su Vista en el Oberland Bernois, están tratadas a la manera de los góticos, con el agregado de la perspectiva y la elegancia. M. Roffiaen es una figura aparte en el movimiento artístico belga y es necesario devolverle lo que en justicia le corresponde.(La Fedération artistique, Amberes).

 La ejecución de ciertos animales o pequeños personajes que pueblan sus obras se lo dejó a otros artistas, más expertos que él en esas cuestiones, como de costumbre en el medio artístico profesional: Johannes Hubertus Leonardus de Haas (1832-1908), Adolf Dillens, (1821-1877), Théodore Gérard (1829-1902), Louis Robbe (1806-1887), Paul Van der Vin (1823-1877), François Van Leemputten (1850-1914), Eugène Verboeckhoven (1799-1881) o incluso los hermanos Edward (1819-1897) y Constant (1823-1867) Woutermaertens.

## Aportaciones científicas
Se formó también en el campo de las ciencias naturales en las cuales Joseph Colbeau (1823-1881) lo inició en su juventud. Siendo niños, los dos compañeros se complacían en multiplicar sus observaciones de campo, en la pequeña propiedad que los padres de Colbeau poseían cerca de Namur. Cuando alcanzaron la edad adulta, hicieron juntos un viaje a Suiza (1852) de dónde trajeron una colección de insectos, de mariposas y moluscos. En enero de 1863 su pasión común por este último tipo de seres vivos los lleva a fundar junto a cinco personas más – Firmin De Malzine, Egide Fologne, Henri Lambotte, Alexandre Seghers y Joseph Weyers – una Sociedad malacológica de Bélgica en los anales de la cual, Roffiaen presenta numerosos aportaciones: «Notes conchyoliogiques»; «Mollusques terrestres» y  " «Essais pour obtenir les Helix scalariformes» y «  Ensayos para obtener las Helix scalariformes» «Coquilles recueillies à Hastière et à Chimay»y otros más. Propietario de una extraordinaria colección personal de moluscos, ayuda por el incremento y la buena presentación de la Sociedad Malacológica, concibe una serie de instrumentos destinados a extraer los animales de su concha y construye un cochlearium, especie de vivarium de destinado a la observación y a la cría de moluscos. Señal del lugar que ocupa en el mundillo científico de su época, es que dos de sus animales – uno vivo y uno fósil – reciben incluso su nombre: respectivamente Planorbis Roffiaeni et Cyprina Roffiaeni.

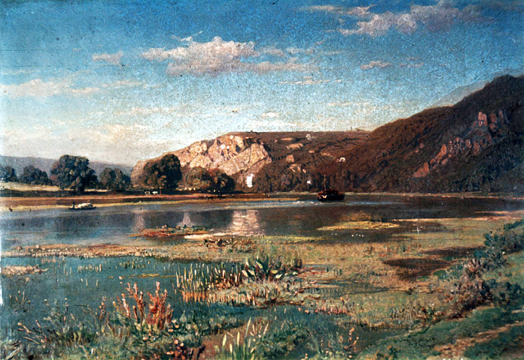
François Roffiaen, Las orillas del río Mosa en Waulsort (óleo sobre madera, 1876).

## Honores posteriores
Algunos meses después de su muerte, las autoridades comunales imponen asimismo el nombre de François Roffiaen a una calle de Ixelles. En 1907, se le dedica una semblanza en la Biografía nacional editada por la Real Academia de Bélgica. Madeleine Ley (1901-1981) finalmente, su sobrina biznieta (Premio Rossel 1940), evoca brevemente su imagen en su novela Olivia (Gallimard, 1936; reedición Labor, 1986). Pero el personaje ya ha caído en el olvido. En la primera mitad el siglo veinte en efecto, su nombre no se cita más que de paso. Desde los años 1960-1970, sin embargo, favorecido por un interés renovado, por el arte de los pequeños maestros del siglo diecinueve,

... de los cuales queda solamente algo como una silla plegable en lugar del sillón oficial que muchos de ellos ocuparon en la época del academismo triunfal y hacia el cual algunos intentan volver ya que la dirección del gusto obedece a un vaivén perpetuo.
Gérard Schurr, (1979)

, la obra de Roffiaen está siendo rehabilitada. Se le dedicó especialmente una primera exposición en el Museo municipal de Ypres del 5 de diciembre de 1998 al 4 de abril de 1999.